# Чолакоглу, Озан
Оза́н Чолако́глу (тур. Ozan Çolakoğlu, р. 18 сентября 1972, Адана) — турецкий композитор, автор песен и музыкальный продюсер. Наибольшую известность он получил как продюсер и автор песен для популярного турецкого певца Таркана.

## Карьера
Озан окончил музыкальный колледж Беркли (англ. Berklee College of Music). Его карьера началась в 1991 году, когда Озан встречается с Тарканом. Озан написал музыку почти для всех песен с дебютного альбома Таркана, который называется «Yine Sensiz» (рус. Снова без тебя).
В 2003 году для 48-го конкурса песни Евровидение спродюсировал и аранжировал песню, победившую в конкурсе, «Every Way That I Can» певицы Сертаб Эренер. Позже, для конкурса песни Евровидение 2009 аранжировал песню «Düm Tek Tek» турецко-бельгийской певицы Хадисе.
Также работал в качестве композитора для нескольких турецких фильмов (например, «Космический элемент: Эпизод X», «Экзамен», «Любовь любит случайности» и другие).
Недавно Озан открыл собственный продюсерский центр «Sarı Ev» (рус. Жёлтый Дом).
С 2016 года женат на известной турецкой певице Гюльшен, имеет сына.